# Neolophonotus iranensis
Neolophonotus iranensis är en tvåvingeart som beskrevs av Jason Gilbert Hayden Londt 1985. Neolophonotus iranensis ingår i släktet Neolophonotus och familjen rovflugor.
Artens utbredningsområde är Iran. Inga underarter finns listade i Catalogue of Life.